# Klaus Kursell
Klaus Kursell († 3. Juni 1570 in Reval) war 1558 Herr auf Sommerpahlen, 1567 Herr auf Schloss Leal und Matzal, 1567–1570 schwedischer Feldobrist, Führer der deutschen Hofleute in Estland.

## Leben
Klaus stammte aus der deutsch-baltischen Familie Kursell. Seine Eltern waren Jürgen von Kursell und Ebba von Uexküll. Seine väterlichen Güter lagen zum Zeitpunkt des Beginns der schwedischen Herrschaft unter russischer Besatzung.
Im September 1561 wurden bei den Schweden fünf Fähnlein deutscher Hofleute mit einer Stärke von 1200 Reitern genannt. Klaus Kursell war einer der fünf Rittmeister. Bei seiner Fahne, die 326 Reiter umfasste, dienten auch sein Bruder Heinrich Kursell, sein Schwager Johann Uexküll zu Padenorm und sein Neffe Jürgen Fahrensbach. Heinrich Dücker war bei ihm Leutnant. Noch 1561 nahm er für die Schweden Padis ein, um es vor dem Zugriff Kettlers und Herzog Magnus zu bewahren. Im darauffolgenden Winter nahm er in Reval Garnison.
Unter dem Kommando Clas Christierson Horn, mit dem sich im Folgenden eine komplexe Beziehung entspannen sollte, rückten die deutschen Hofleute am 20. Mai 1562 gegen Pernau aus, das sie den Polen vorerst abnahmen. Ab August 1562 leitete Kursell die erste Operation gegen Weißenstein. Die eigentliche Belagerung Weißensteins dauerte vom 30. Oktober 1562 bis zum Fall der Burg am 20. November 1562.
Bereits hier wies Kursell, mittlerweile Vertrauensmann und Sprecher aller deutschen Hofleute bei den Schweden, seinen Kommandanten Horn erstmals auf rückständigen Sold hin, ein Problem, das von schwedischer Seite nie ernsthaft in Auflösung gebracht und schließlich zu Kursells persönlicher Katastrophe führen sollte. Im Mai 1563 wandte sich Kursell an König Erich wegen ausstehendem Sold und Wagengeld. Anstelle der Bezahlung seiner deutschen Reiter ordnete der König an, diese von Estland abzuziehen und im schwedischen Kernland gegen Dänemark zum Einsatz zu bringen. Vorerst jedoch nahm Kursell im Winter 1563/1564 erneut in Reval Garnison. Der Widerspruch zwischen ausstehender Bezahlung und Abmarschbefehl nach Schweden führte schließlich zum Abfall der Hälfte der deutschen Reiter.  In dieser Situation nahm Kursell Kredit bei der Revaler Bürgerschaft und schoss den Sold vor. Im Gegenzug sollte er später dafür Güter bei Pernau erhalten. Ab Herbst 1564 lagen Kursell mit seinem Fähnlein im königlichen Feldlager und wurden erfolgreich gegen die Dänen eingesetzt.
1565 führte Kursell seine Hofleute mit zwei eigenen Schiffen zurück nach Reval. Für geleistete Dienste erhielt er die Güter Werder, Tampe und Werpel in der Wiek, welche vor ihm Lorenz Fahrensbach und seine Erben besaßen. Außerdem erhielt er zu seiner Entlohnung Land vor Reval, wurde auf Empfehlung des Königs Bürger von Reval, wo er ein Haus bezog.
Zu Beginn des Jahres 1567 führte Kursell die deutschen Reiter erneut gegen Pernau sowie in das Erzstift Riga. Lemsal wurde geplündert, Kursell kam mit großer Beute zurück nach Estland. Am 3. Februar 1567 stellten die Polen unter Nicolaus Tolwacz die Schweden bei der Runafer Mühle in offener Feldschlacht. Das Kontingent Hofleute von Herzog Magnus ging über zu den Polen, dennoch verheerten die Polen nach der Schlacht die Wiek. Die flüchtenden Schweden wurden bis vor Reval verfolgt. Die schwedischen Verluste an Gefangenen und Gefallenen beliefen sich auf ca. 2.000 Mann. Als unmittelbare Folge dieser Konfrontation mit den Polen wurde Klaus Kursell im März/April 1567 schwedischer Feldobrist in Livland und Oberkommandierender der schwedischen Truppen in Estland. Damit löste er Clas Christierson Horn im militärischen Kommando in Estland ab.
Erneut sah sich Kursell jedoch mit ausstehendem Sold für die deutschen Reiter und Landsknechte konfrontiert. Er nahm daraufhin in Leal sein Feldlager, wo er auch überwinterte. Die Herrschaft Leal ging zu dieser Zeit in Kursells Besitz über, wofür er auf Werder, Tampe und Werpel verzichtete. Wieder musste er bei den Revalern Kredit in Höhe von 2.000 Talern nehmen, um seine Hofleute zu entlohnen. Eingeschränkt in seinen Möglichkeiten hinsichtlich des Materials und der Moral beschränkte er sich auf Verhandlungen mit Herzog Magnus, welche sich bis zum 25. Juli 1568 hinzogen.
Als die innerschwedischen Herrschaftsverhältnisse in Unordnung gerieten und das Verhältnis Kursells zu Horn immer angespannter wurde, suchte er am 26. Oktober 1568 Kontakt zu Herzog Karl, dessen Usurpation er im Ergebnis vorbehaltlos anerkannte. Am 25. Juli 1568 startete Kursell von Reval aus eine Expedition gegen Ösel. Er landete vor Sonnenburg, das ihm sogleich in die Hände fiel. Die Burg wurde von den Schweden gehalten und weiter befestigt. Aus Ermangelung an ausreichend Artillerie, unterließ Kursell weiteres Vorrücken, insbesondere Arensburg schien ihm mit seiner Ausrüstung nicht einnehmbar. Herzog Magnus schickte daraufhin Heinrich Fahrensbach, den Vater des späteren gleichnamigen ersten Landrats der Wiek, als Unterhändler auf die Sonnenburg. Im Ergebnis einigte man sich auf einen Waffenstillstand bis zum 21. August 1568. Zu diesem Datum rückte Heinrich Dücker, Kursells ehemaliger Leutnant, der mittlerweile Führer der polnischen Hofleute war, in Harrien ein. Daraufhin verließ Kursell am 31. August 1568 Ösel und nahm in Lode sein Lager. Von dort rückte Klaus Kursell nach Kegel vor, wo er von Reval frische Mannschaft und endlich Artillerie erhielt. Der zunehmende Konflikt mit Horn verhinderte jedoch größere Kampagnen gegen Dücker.
Im Oktober 1569 blieben erneut die Soldzahlungen aus, woraufhin Kursell abermals beim Rat Revals wegen Kredit, diesmal in Höhe von 50.000 Talern, vorsprach. Er bot an, Lode und Padis als Pfand dafür zu geben. Diese Verhandlungen scheiterten, die Moral seiner Truppe war auf dem Tiefpunkt. Schließlich entschieden sich die Hofleute unter Kursells Führung am 7. Januar 1570 Schloss Reval zu besetzen und den Gouverneur Gabriel Kristiernsson Oxenstierna mit Familie festzusetzen. Schon wenig später kamen die Oxenstiernas frei, und die Hofleute setzten eine Frist zu Ostern, spätestens aber bis Pfingsten, das Schloss wohlbehalten gegen ausstehenden Sold zu räumen. Klaus Kursell sah sich während der gesamten Besetzung loyal bei den Schweden, versuchte allerdings, in seine berechtigten Forderungen Interessen der Revaler und des Adels Wierlands einfließen zu lassen. Nachdem dieser Schulterschluss gescheitert war, suchte er sich von Herzog Magnus, quasi als Rückversicherung zu entsetzen. Dieser schickte, nicht frei von eigenen Interessen, umgehend 200 seiner Hofleute nach Reval, die jedoch von den Schweden aufgehalten wurden. Obwohl bis zuletzt eine diplomatische Lösung von allen Seiten möglich erschien, stürmten die Schweden am Karfreitag, den 24. März 1570 das Schloss und setzten Kursell und die meisten seiner Hofleute gefangen. Sein Neffe Jürgen Fahrensbach ist einer der wenigen, welche entkommen konnten.
Am 31. Mai 1570 begann der Prozess gegen Kursell, der mit drei Mitstreitern schließlich zum Tode durch das Schwert verurteilt wurde. Am 3. Juni 1570 wurde das Urteil vollstreckt. In seinem Testament vermachte Klaus Kursell seinem Bruder Jost die 4.000 Taler, welche König Erich dem estländischen Adel angewiesen, jedoch nie gezahlt hatte und welche ebenfalls von Kursell vorgeschossen waren.

## Wertung
Klaus Kursell stand von Beginn der schwedischen Herrschaft in Estland an auf schwedischer Seite. Dies und seine militärische Begabung ließen ihn eine schnelle und steile Karriere machen. Er wurde ein bedeutender Heerführer. Gleichzeitig war er loyal zu seiner Truppe, den deutschen Hofleuten. Die Spannungen wegen der nachlässigen Zahlungsmoral des schwedischen Königs in Soldfragen führte schließlich zu seinem Untergang.
Kursell wurde von vielen Autoren in seinem Handeln und Streben durchgängig positiv bewertet. Lediglich die Hilfe, welche er von Herzog Magnus zum Ende hin in Anspruch nahm, wurde ihm vereinzelt als Verrat an der schwedischen Partei ausgelegt. 